# Tân Thới, Đồng Tháp
Tân Thới là một xã thuộc tỉnh Đồng Tháp, Việt Nam.

## Địa lý
Xã Tân Thới có vị trí địa lý:
- Phía đông giáp xã Tân Phú Đông
- Phía tây và nam giáp tỉnh Vĩnh Long, ranh giới là sông Cửa Đại.
- Phía bắc giáp các xã Bình Ninh, Vĩnh Hựu và Long Bình; ranh giới là sông Cửa Tiểu.

Xã có diện tích 65,83 km², dân số năm 2025 là 32.116 người, mật độ dân số đạt 487 người/km².

## Lịch sử
Sau năm 1975, Tân Thới là một xã thuộc huyện Gò Công cũ.
Ngày 13 tháng 4 năm 1979, Hội đồng Chính phủ ban hành Quyết định số 155-CP. Theo đó, chia huyện Gò Công thành hai huyện Gò Công Đông và Gò Công Tây, xã Tân Thới thuộc huyện Gò Công Tây.
Ngày 14 tháng 1 năm 2002, Chính phủ ban hành Nghị định 07/2002/NĐ-CP. Theo đó, thành lập xã Tân Thạnh trên cơ sở điều chỉnh 1.134,32 ha diện tích tự nhiên và 2.836 người của xã Tân Phú; 550,2 ha diện tích tự nhiên và 1.769 người của xã Tân Thới; 552,51 ha diện tích tự nhiên và 358 người của xã Phú Thạnh.
Sau khi điều chỉnh địa giới hành chính, xã Tân Thới còn lại 2.189,3 ha diện tích tự nhiên và 11.699 người.
Ngày 21 tháng 1 năm 2008, xã Tân Thới chuyển sang trực thuộc huyện Tân Phú Đông mới thành lập.
Ngày 16 tháng 6 năm 2025, Ủy ban Thường vụ Quốc hội ban hành Nghị quyết số 1663/NQ-UBTVQH15 về việc sắp xếp các đơn vị hành chính cấp xã của tỉnh Đồng Tháp năm 2025. Theo đó, sắp xếp toàn bộ diện tích tự nhiên, quy mô dân số của các xã Tân Phú, Tân Thạnh (huyện Tân Phú Đông) và Tân Thới thành xã mới có tên gọi là xã Tân Thới.
Sau khi sáp nhập, xã Tân Thới có 65,83 km² diện tích tự nhiên và dân số 32.116 người.